# A430 (Frankrijk)
De A430 is een autosnelweg gelegen de regio Auvergne-Rhône-Alpes in het oosten van Frankrijk. De weg met een lengte van 15 kilometer verbindt de A43 bij de plaats Aiton met de stad Albertville. Bij Albertville gaat de weg verder als N90. De weg is aangelegd als toegangsweg voor de Olympische Winterspelen van 1992, die in Albertville werden gehouden.
Voor het berijden van de weg dient tol betaald te worden. De wegverkeersorganisatie AREA heft deze tol en beheert de weg.